# Incident du palais d'Abedin

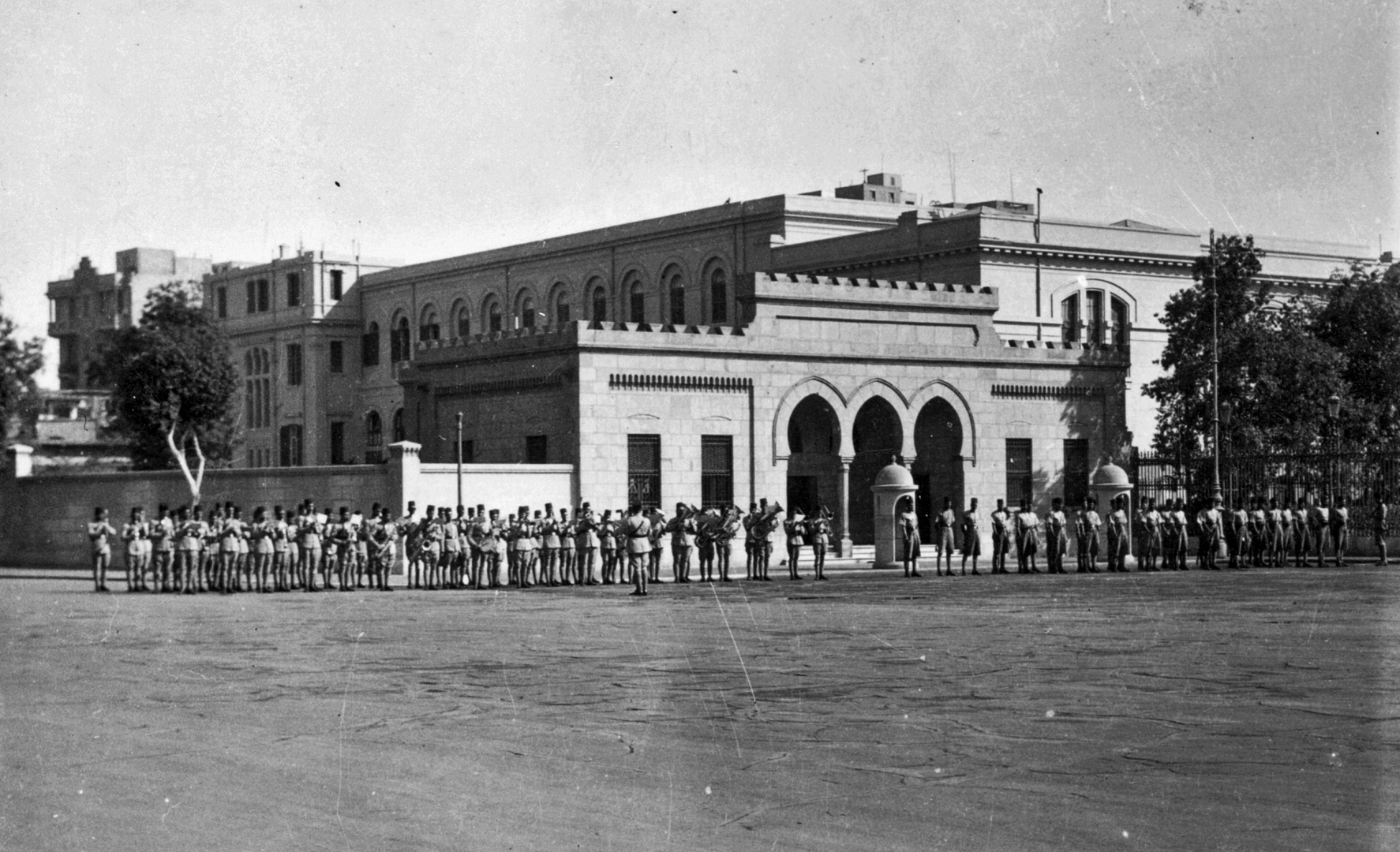
Le palais d'Abedin au Caire, photographié en 1941.

L'incident du palais d'Abedin est un affrontement militaire s'étant déroulé le 4 février 1942 au palais d'Abedin au Caire qui avait pour objectif l'abdication forcée du roi Farouk Ier. Cet événement est considéré comme un point de repère dans l'Histoire de l'Égypte.
À la suite d'une crise ministérielle en février 1942, le gouvernement britannique, par l'intermédiaire de son ambassadeur en Égypte, Miles Lampson, fit pression sur Farouk pour qu'un gouvernement du parti Wafd remplace le gouvernement de Hussein Sirri Pacha. Ce renversement de l'opposition de longue date des Britanniques, convaincus que le Wafd, l'un des partis politiques égyptiens les plus populaires, serait plus efficace par rapport aux autres partis pour gagner le soutien du public dans le pays pour l'effort de guerre britannique. Ceux-ci espéraient également qu'un gouvernement Wafd affaiblirait l'influence des éléments pro-Axe autour du roi Farouk. Lampson décide finalement d'imposer ce choix au roi Farouk en insistant pour qu'il abdique ou qu'il accepte de demander au leader Moustapha el-Nahhas Pacha, de former un gouvernement. Lampson obtiendra finalement le soutien d'Oliver Lyttelton dans le cabinet britannique pour faire pression sur le roi égyptien.
Dans la nuit du 4 février 1942, le général Robert Stone encercle le palais d'Abedin au Caire avec des troupes et des chars. Lampson présente à Farouk un décret d'abdication rédigé par Walter Monckton. Le roi n'a d'autre choix que de capituler et Nahhas forme un gouvernement peu de temps après. Cependant, l'humiliation infligée à Farouk et les actions du Wafd en coopérant avec les Britanniques jusqu'à la prise du pouvoir, sème le doute au sein de la population et, plus important encore, dans l'armée égyptienne. Dans ses mémoires, Mohammed Naguib, l'un des dirigeants de la révolution égyptienne de 1952 et premier président égyptien, cite l'incident comme un facteur majeur de la montée du sentiment révolutionnaire et anti-monarchique dans le pays qui contribuera à la révolution de 10 ans plus tard.